# Savantismo

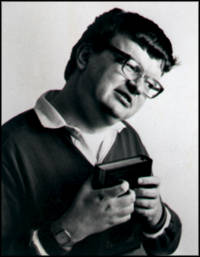
Kim Peek, um Savant.

A síndrome do sábio, síndrome do idiota-prodígio ou savant (do francês savant, "sábio") é considerado um distúrbio psíquico com o qual a pessoa possui uma grande habilidade intelectual aliada a um déficit de inteligência. Tais habilidades são sempre ligadas a uma memória extraordinária, porém com pouca compreensão do que está sendo descrito.

## Caracterização
Encontrada em mais ou menos uma em cada 10 pessoas com autismo e em, aproximadamente, uma em cada 2 mil com danos cerebrais ou retardamento mental, a síndrome do sábio é citada na literatura científica desde 1789, quando Benjamim Rush, o pai da psiquiatria americana, descreveu a incrível habilidade de calcular de Thomas Fuller, que de matemática sabia pouco mais do que contar. Em 1887, no entanto, John Langdon Down, mais conhecido por ter identificado a síndrome de Down, descreveu 10 pessoas com a síndrome do sábio, com as quais manteve contato ao longo de 30 anos — como superintendente do Earlswood Asylum (Londres). Langdon usou o termo idiot savant (idiota-prodígio), para identificar a síndrome, aceito na época em que um idiota era alguém com QI inferior a 25.
Atualmente, graças aos cerca de cem casos descritos na literatura científica, sabe-se muito mais sobre esse conjunto de habilidades — condição rara caracterizada pela existência de grande talento ou habilidade, contrastando fortemente com limitações que, geralmente, ocorrem em pessoas com QIs entre 40 e 70 — embora possa ser encontrado em outras com QIs de até 114.
Há ainda muito a ser esclarecido sobre a síndrome do sábio. Os avanços das técnicas de imageamento cerebral, entretanto, vêm permitindo uma visão mais detalhada da condição, embora nenhuma teoria possa descrever exatamente como e por que ocorre a genialidade no savantista.
Há mais de um século, desde a descrição original de Down, especialistas vêm acumulando experimentos. Estudos realizados por Bernard Rimland, do Autism Research Institute (Instituto de Pesquisa do Autismo), em San Diego, Califórnia, vêm corroborar a tese de que algum dano no hemisfério esquerdo do cérebro faz com que o direito compense a perda. Rimland possui o maior banco de dados sobre autistas do mundo, com informações sobre 34 mil indivíduos. Ele observa que as habilidades presentes em autistas-prodígio são mais frequentemente associadas às funções do hemisfério direito (incluem música, arte, matemática, formas de cálculos, entre outras aptidões), e as habilidades mais deficientes são as relacionadas com as funções do hemisfério esquerdo (incluem linguagem e a especialização da fala).
A síndrome do sábio afeta o sexo masculino com frequência quatro a seis vezes maior e pode ser congênita ou adquirida após uma doença (como a encefalite) ou algum dano cerebral.
Ser autista não significa necessariamente ser savant, e ser savant também não significa necessariamente ser autista.

## Casos mais conhecidos
Abaixo uma relação de algumas pessoas com a síndrome do sábio:
- Leslie Lemke – Aos quatorze anos tocou, com perfeição, o Concerto n.º 1 para piano de Tchaikovsky, depois de ouvi-lo pela primeira vez enquanto escutava um filme de televisão. Lemke jamais tinha tido aula de piano, é cego, mentalmente incapacitado e tem paralisia cerebral.[4]
- Henrietta Fajcsák – Aos oito anos, apresentava um excelente nível de conhecimento e já conhecia o livro de poemas escrito por Attila József. Também já tocava melodias na flauta e aos dez anos tocava contrabaixo. Percebeu-se então que Henrietta levava consigo um notável potencial para a área de letras e das artes.
- Tony DeBlois – Savantista e cego, ele começou a tocar piano aos dois anos. Toca vinte instrumentos musicais e qualquer tipo de música e consegue guardar cerca de oito mil peças musicais em sua memória.
- Daniel Tammet – Tem a capacidade de dizer os primeiros 22 514 dígitos de Pi e aprender línguas rapidamente (fala onze línguas).
- Richard Wawro (Escócia) – É reconhecido internacionalmente por seus trabalhos artísticos. Um professor de arte (Londres), quando Wawro era ainda criança, o descreveu como "incrível fenômeno, com a precisão de um mecânico e a visão de um poeta." Wawro é autista.[4]
- Kim Peek memorizou mais de doze mil livros. Descreveu os números de rodovias que vão para qualquer cidade, vilarejo ou condado dos EUA, códigos DDD, CEPs, estações de TV e as redes telefônicas que os servem. Identificava o dia da semana de uma determinada data em segundos. Era mentalmente incapacitado e dependia de seu pai para suas necessidades básicas. Peek serviu de inspiração para o personagem Raymond Babbit, que Dustin Hoffman representou em 1988 no filme Rain Man. Faleceu aos 58 anos no dia 19 de dezembro de 2009, de infarto, nos EUA.[4]
- Alonzo Clemons – Pode criar réplicas de cera perfeitas de qualquer animal, não importa quão brevemente o veja. Suas estátuas de bronze são vendidas por uma galeria em Aspen, Colorado, e lhe deram reputação nacional. Clemons é mentalmente incapacitado.[4]
- Stephen Wiltshire, o "homem câmera". Um autista londrino famoso por sua memória fotográfica. Após sobrevoar uma cidade, observa detalhes importantes e específicos, desenhando-a e pintando-a posteriormente, em seus mínimos detalhes.